# Paul Colas
Paul René Colas (ur. 6 maja 1880 w Paryżu, zm. 9 września 1956 tamże) – francuski strzelec, dwukrotny mistrz olimpijski i medalista mistrzostw świata.

## Kariera
Czterokrotny uczestnik igrzysk olimpijskich (IO 1908, IO 1912, IO 1920, IO 1924). Wystąpił w co najmniej 11 konkurencjach, zdobywając 4 medale. W 1912 roku został mistrzem olimpijskim w karabinie dowolnym w trzech postawach z 300 m, oraz w karabinie wojskowym w dowolnej postawie z 600 m. Jako członek drużyny francuskiej został wicemistrzem olimpijskim w 1924 roku w karabinie dowolnym (skład zespołu: Albert Courquin, Paul Colas, Pierre Hardy, Georges Roes, Émile Rumeau), oraz brązowym medalistą w 1908 roku w karabinie małokalibrowym z 50 i 100 jardów (skład reprezentacji: Henri Bonnefoy, Paul Colas, Léon Lécuyer, André Regaud).
Colas ma w dorobku 6 medali mistrzostw świata. Nigdy nie został mistrzem świata, lecz zdobył 4 srebrne i 2 brązowe medale. W drużynowym strzelaniu z karabinu dowolnego w trzech postawach z 300 m zdobył 4 medale, w tym 3 srebrne (1911, 1912, 1913) i 1 brązowy (1921). Pozostałe 2 podia wywalczył w zawodach indywidualnych. Srebrny medal osiągnął w karabinie dowolnym leżąc z 300 m (1912), a brąz w karabinie wojskowym stojąc z 300 m (1913).
Za kadencji Daniela Mérillona (1907–1925) pełnił funkcję sekretarza Międzynarodowej Federacji Strzeleckiej (wówczas UIT).

## Wyniki

### Igrzyska olimpijskie
| Igrzyska       | Konkurencja                                       | Wynik                                          | Miejsce | Źródło |
| -------------- | ------------------------------------------------- | ---------------------------------------------- | ------- | ------ |
| Londyn 1908    | Karabin dowolny, 1000 jardów                      | 82 pkt.                                        | 28      | [ 7 ]  |
| Londyn 1908    | Karabin dowolny, trzy postawy, 300 m              | 759 pkt. (293–233–231)                         | 25      | [ 8 ]  |
| Londyn 1908    | Karabin małokalibrowy, 50 i 100 jardów, drużynowo | 710 pkt. (druż.) 189 pkt. ind. (96–93)         |         | [ 4 ]  |
| Sztokholm 1912 | Karabin dowolny, trzy postawy, 300 m              | 987 pkt. (362–342–283)                         |         | [ 1 ]  |
| Sztokholm 1912 | Karabin dowolny, trzy postawy, 300 m, drużynowo   | 5471 pkt. (druż.) 1004 pkt. ind. (365–331–308) | 4       | [ 9 ]  |
| Sztokholm 1912 | Karabin wojskowy, trzy postawy, 300 m             | 86 pkt. (46–40)                                | 22      | [ 10 ] |
| Sztokholm 1912 | Karabin wojskowy, dowolna postawa, 600 m          | 94 pkt.                                        |         | [ 2 ]  |
| Sztokholm 1912 | Karabin wojskowy, drużynowo                       | 1515 pkt. (druż.) 262 pkt. ind. (67–71–62–62)  | 5       | [ 11 ] |
| Antwerpia 1920 | Karabin dowolny, trzy postawy, 300 m              | 893 pkt. (338–295–260)                         | ?       | [ 12 ] |
| Antwerpia 1920 | Karabin dowolny, trzy postawy, 300 m, drużynowo   | 4487 pkt. (druż.) 893 pkt. ind. (338–295–260)  | 7       | [ 13 ] |
| Paryż 1924     | Karabin dowolny, drużynowo                        | 646 pkt. (druż.) 125 pkt. (ind.)               |         | [ 3 ]  |

### Medale mistrzostw świata
Opracowano na podstawie materiałów źródłowych:
| Mistrzostwa           | Konkurencja                                     | Wynik             | Miejsce |
| --------------------- | ----------------------------------------------- | ----------------- | ------- |
| Rzym 1911             | Karabin dowolny, trzy postawy, 300 m, drużynowo | 4705 pkt. (druż.) |         |
| Bajonna/Biarritz 1912 | Karabin dowolny, trzy postawy, 300 m, drużynowo | 5027 pkt. (druż.) |         |
| Bajonna/Biarritz 1912 | Karabin dowolny leżąc, 300 m                    | 358 pkt.          |         |
| Camp Perry 1913       | Karabin wojskowy stojąc, 300 m                  | 145 pkt.          |         |
| Camp Perry 1913       | Karabin dowolny, trzy postawy, 300 m, drużynowo | 4767 pkt. (druż.) |         |
| Lyon 1921             | Karabin dowolny, trzy postawy, 300 m, drużynowo | 4609 pkt. (druż.) |         |